# ميشيل غاي
ميشيل غاي (بالفرنسية: Michel Gay)‏ هو كاتب للأطفال فرنسي، ولد في 1947 في ليون في فرنسا.